# 岩富城
岩富城（いわとみじょう）は、千葉県佐倉市岩富町にあった日本の城。

## 歴史
この地域は、古くは千葉氏一族の白井氏が支配していたが、1455年の享徳の乱以後、原氏が進出した。岩富城は、1472年に原景広が築城したと言われ、景広の子・胤行らが城主であった。この系統の原氏を「弥富原氏」と呼んでいる。
1590年に原氏が千葉氏とともに滅びると、徳川家臣となった北条氏勝が鎌倉の玉縄城より移されて入城し、一万石に封ぜられた。
その後、1614年に養子の北条氏重が下野国（栃木県）の富田に転封されたため、廃城となったが、現在も空堀や土塁などの遺構が明瞭に残されている。

## 構造
主郭は、五角形の平坦地であり、現在は浅間神社が置かれている。周囲を土塁がめぐっており、東側と南側には空堀がある。東側には出入り口となる土橋が設けられている。
城域を佐倉市コミュニティバスの走る旧道が南北に貫いており、これに沿って2つの郭がある。うち南側の郭はほぼ正方形をしており、本宿の小字名があることから、城主の館跡と考えられる。
また、外郭部には「町方」のバス停があり、周囲に城下集落が広がっていたものと思われる。

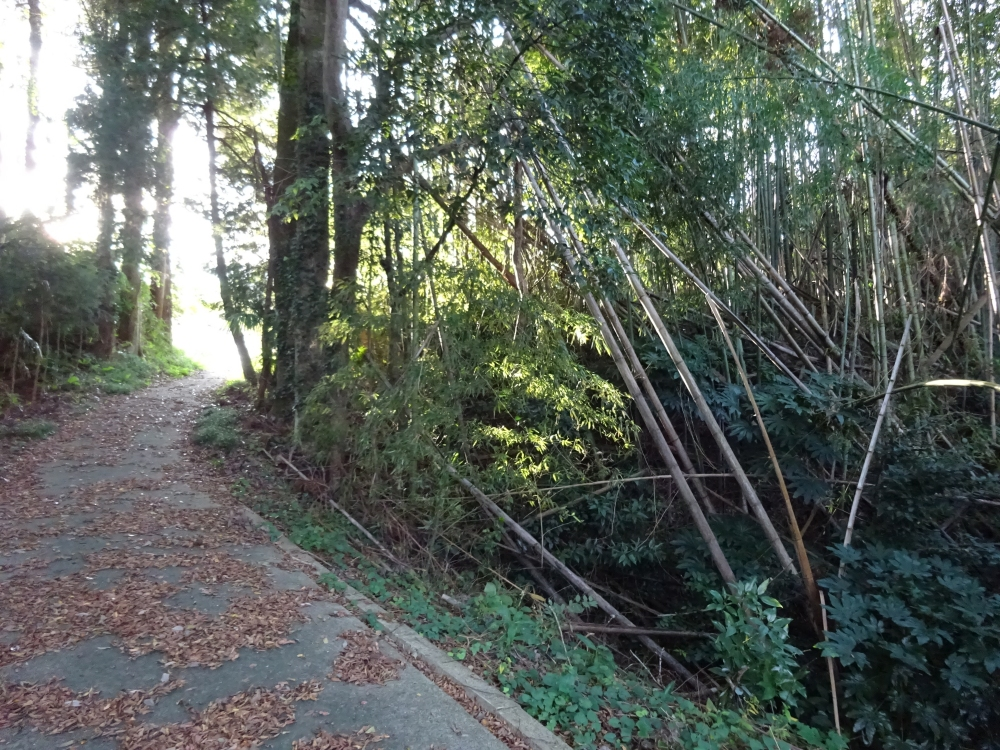
土橋
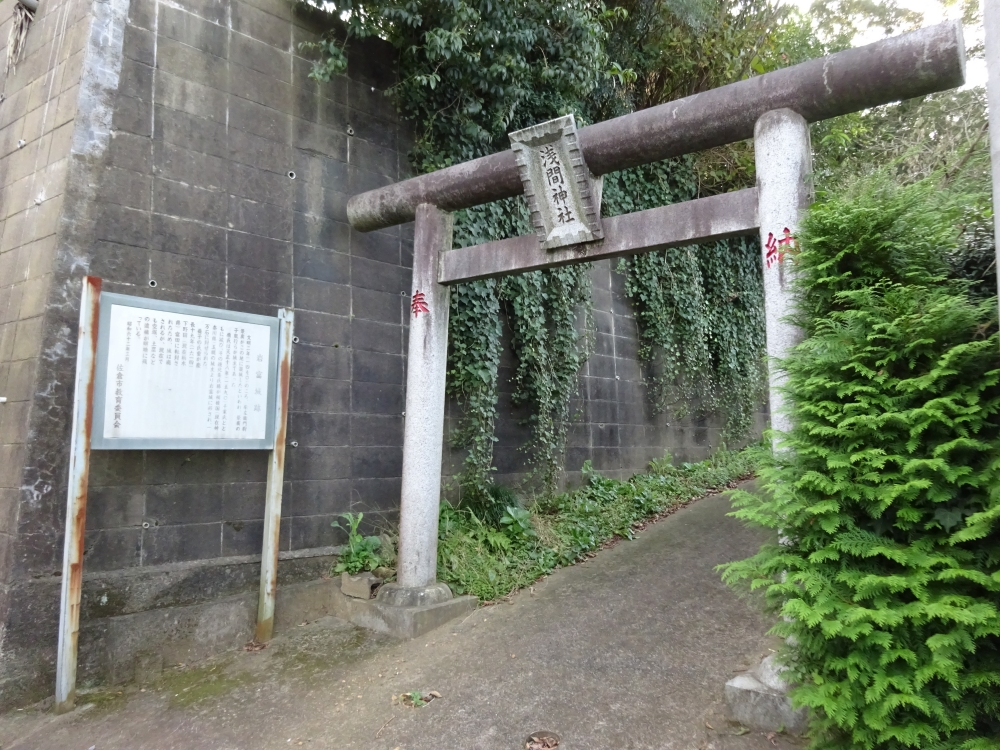
浅間神社
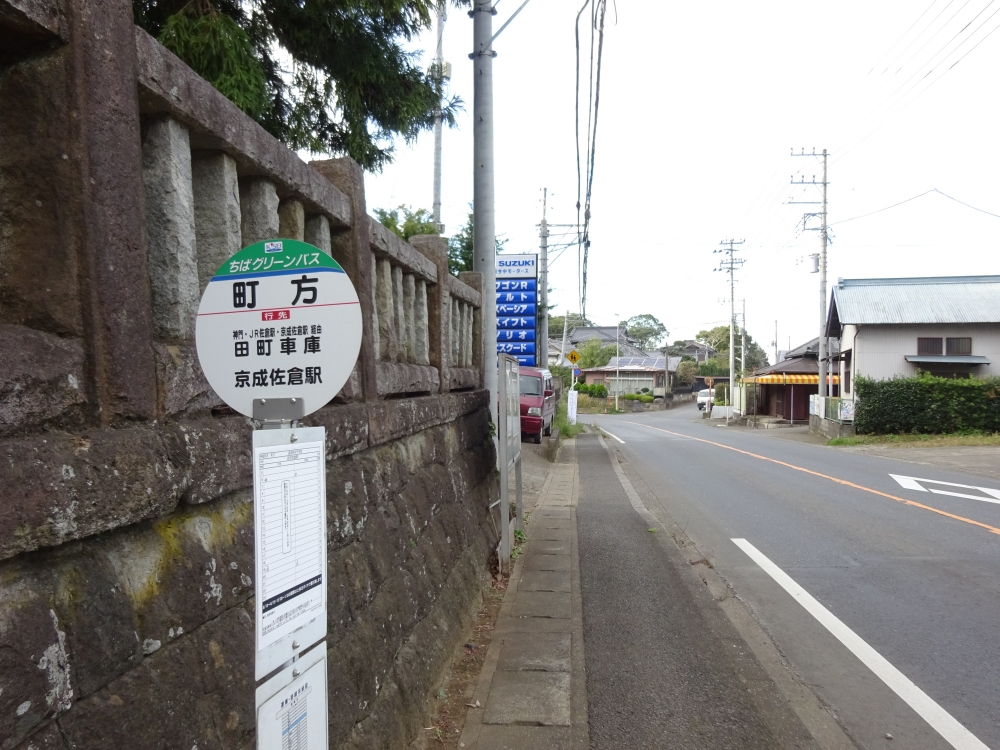
町方

## アクセス
- 佐倉市コミュニティバス南部ルート　「岩富町坂下」下車